# 同志骄傲

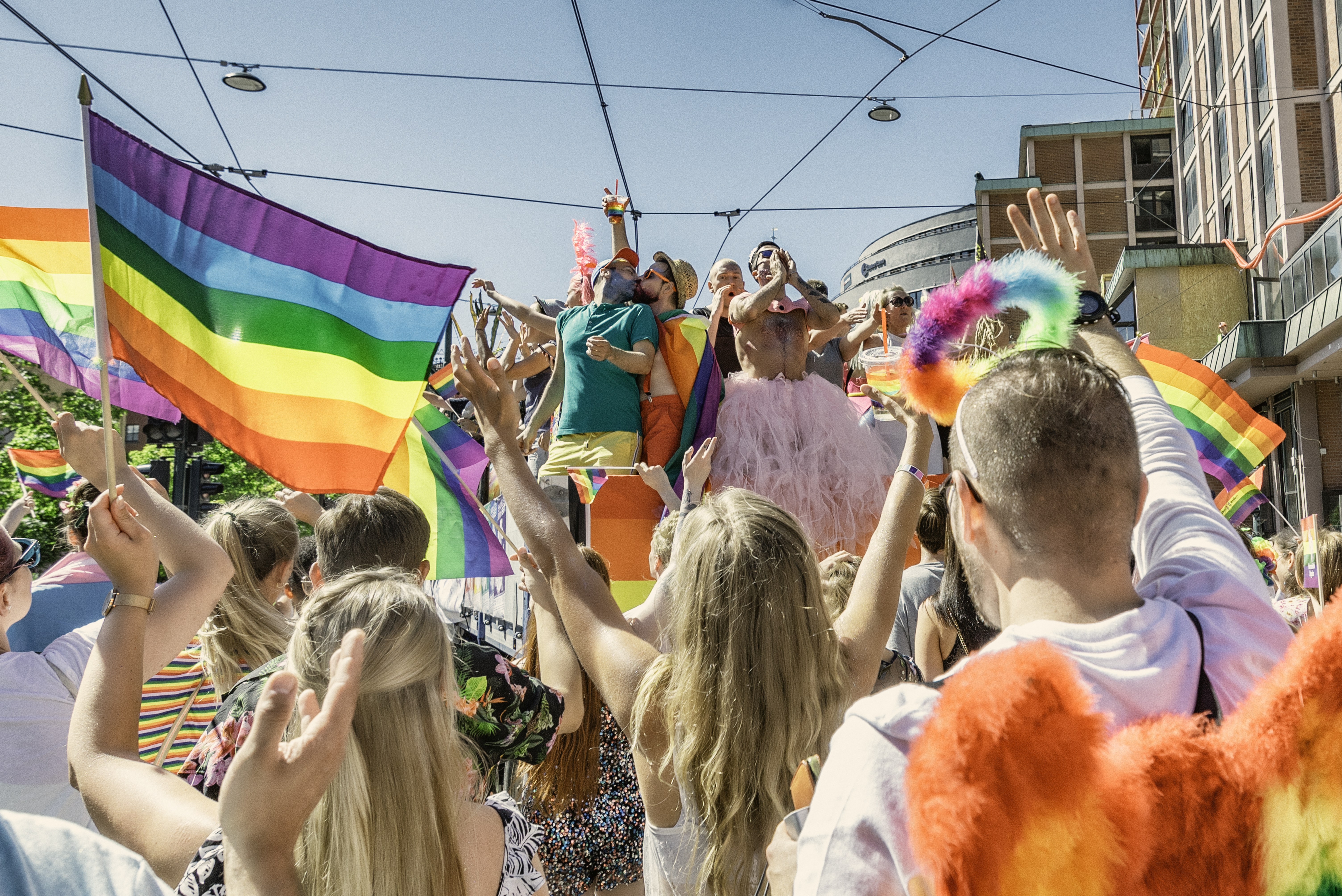
2018年奧斯陸骄傲游行

同志驕傲（Gay Pride或LGBT Pride，又譯作同志自豪）是同性戀權利運動的一部分，主要有三個目的
1. LGBT群体作为一个社会群体所表达的自我肯定
2. 促进LGBT群体获得尊严、平等以及更高关注度
3. 表明性取向的多樣性是一份厚禮以及性取向是天生的，且不能任意改變的

慶祝及支持LGBT权利的驕傲遊行在全世界不少国家及大城市都有。同性戀骄傲运动的標誌包括彩虹旗以及粉紅三角形和黑色三角形（后两个曾經被用在納粹的集中營中充当羞耻徽章）。
這個運動可以看作是類似于美國1970年代的“黑人是美麗的”（Black is Beautiful）運動，正如非裔美國人爭論道美麗並不是單獨的由大多數人來定義的標準一樣，同性戀骄傲運動的成員也認爲，同性戀者的價值也不應該由佔人口大多数的異性戀者來评判。
骄傲活动从抗议到狂欢节不等，通常在LGBT骄傲月或其他纪念该国LGBT历史转折的时期举行，例如5月的莫斯科骄傲节是为了纪念俄罗斯1993年将同性恋定为非刑事罪的周年纪念日。骄傲活动包括LGBT骄傲游行、集会、纪念活动、社区日、舞会和节日等等。

## 名称来源
双性恋活动家布伦达·霍华德因其协调游行活动成功举行，而被人们称为“骄傲之母”，她还提出了在“骄傲日”前后举行为期一周的活动的想法，后来该活动也成为一年一度的同志骄傲游行的起源。现在每年六月在世界各地LGBT群体都会举行庆祝活动。此外，霍华德与双性恋激进主义者罗伯特·马丁以及同性恋激进主义者L.克雷格·休克纳姆共同采用“骄傲”一词来形容这些庆祝活动。另一双性恋激进主义者汤姆·利蒙切利随后发表言论说：“如果下一次有人问您为什么会有骄傲游行或为什么同志骄傲月是六月时，就告诉他们一个名叫布伦达·霍华德的双性恋女人認為要这样。”至此，“骄傲”一词成为同性恋权利活动的代称。

## 歷史背景

### 骄傲日的前身

#### 年度提醒
1950和1960年代對於美國的LGBT人士來說，是在法律和社會上都非常壓抑的一段時期。在這樣的環境下，包括「碧丽提丝的女儿」（Daughters of Bilitis）和「马特蕊协会」（Mattachine Society）在內的美國同性戀組織開始了一些最早的LGBT權利抗爭運動。這兩個組織策劃了稱為「年度提醒」（Annual Reminders）的公民運動，目的是為了宣告和提醒美國民眾LGBT人士並未享有基本人權的保護。「年度提醒」活動自1965年起在每年的7月4日於費城美國獨立紀念館舉行。

#### 「同性戀是好的」
在當時，反對LGBT的人士經常將男同性戀和女同性戀與精神疾病劃上等號。受到斯托克利·卡迈克尔的「黑即是美」運動的啟發，同性戀人權運動先鋒和「年度提醒」參與者法蘭克·卡莫尼在1968年喊出了「同性戀是好的」（Gay is Good）口號，以對抗社會上的歧視和同性戀者自身感到的罪惡與羞恥。后于1990年同性恋非病化成为了国际社会主流观念。

### 克里斯多弗街自由日

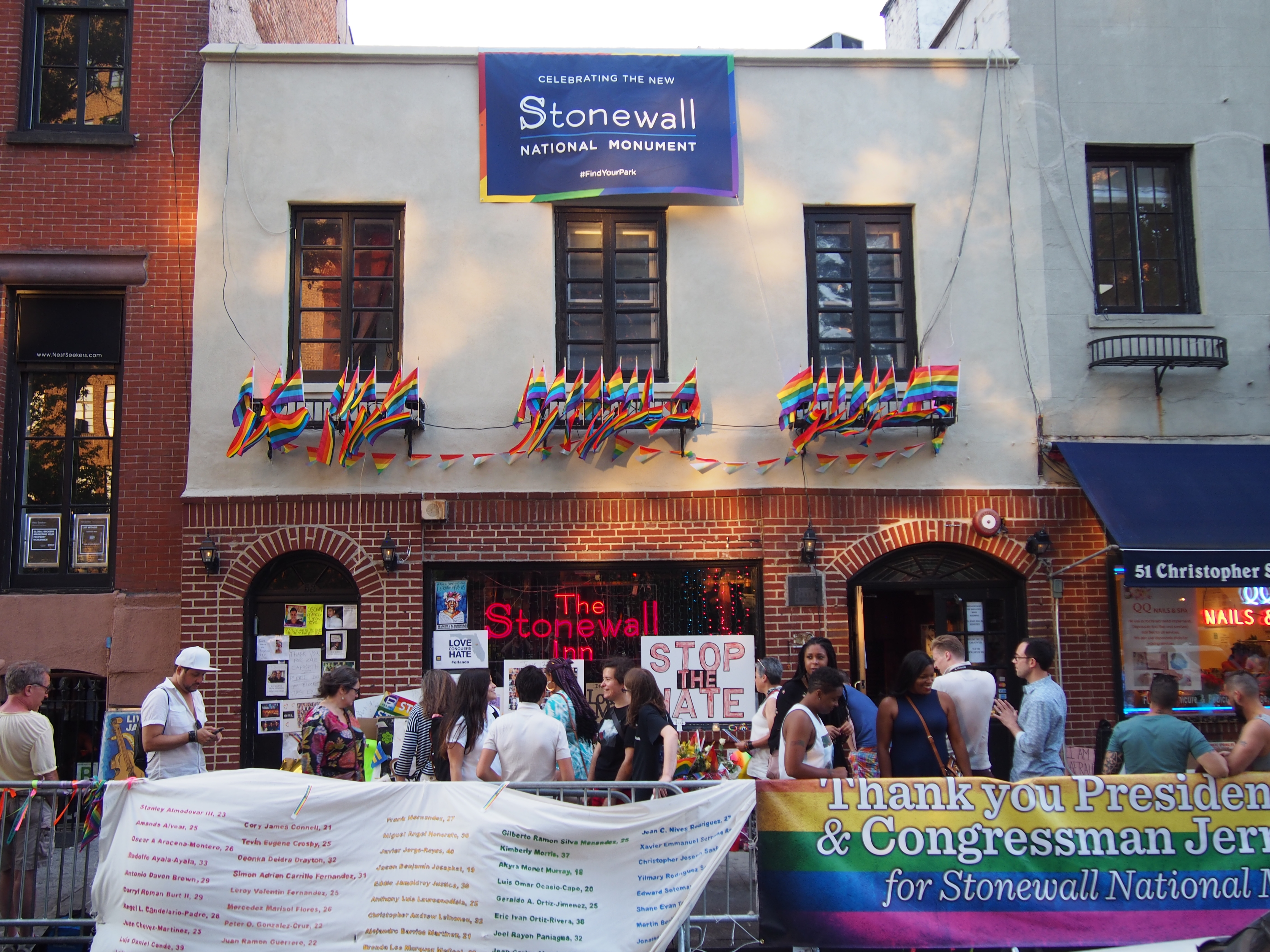
2016年石牆酒吧成為石牆國家紀念區次日

1969年6月28日星期六的凌晨，一群男女同性戀者、雙性戀者、跨性別者和關切人士在美國紐約同性戀酒吧「石牆」遭到警方搜索後展開暴動，石牆酒吧坐落於紐約市格林威治村的克里斯多弗街43號。這場暴動和後繼的示威抗爭行動是現代LGBT權利運動的分水嶺，也奠定了同志骄傲月在6月举行，并且将会会有同志遊行及大型的公開活動。
1970年6月28日，为纪念石墙暴动一周年举行克里斯托弗街解放纪念日，这一游行是美国历史上第一次同性恋游行，涵盖了51路到中央公园的全部街区。游行活动由于参与游行的群众十分激动，而不到原定计划时间的一半就结束了，而且还因为他们带着同性恋旗帜和标志步行穿过城市时十分谨慎。尽管游行许可是在在游行开始前的两个小时才发放，但游行者却极少受到旁观者的抵制。《纽约时报》在报道中写道游行者占领了约15条城市街区，另一《乡村之声》的十分积极地报道了“一年前警察对石墙旅馆的突袭而产生的前线抵抗”除此之外在克里斯托弗街上另有一个集会。

### 遍地開花
1970年6月27日（星期六），芝加哥同志解放組織了一場遊行，原訂路線從華盛頓廣場公園至密西根大道和芝加哥大道交匯處的水塔，活動當天有許多參與者即興遊行至市民中心廣場。選擇這一天的原因主要有兩個，其一為石牆暴動發生於六月的最後一個星期六；其二為週六是最多人外出購物的時間，可善用密西根大街的購物人潮提高遊行聲勢。此後，芝加哥同志遊行固定於六月的最後一個星期日舉行，在這天各地也有許多類似的遊行活動共同響應。而美國西海岸的同運團體也開始在六月的最後一個週末，於洛杉磯跟舊金山舉辦遊行。
隔年，同志驕傲遊行開始在波士頓、達拉斯、密爾瓦基、倫敦、巴黎、西柏林以及斯德哥爾摩遍地開花。到了1972年，參與的城市包括亞特蘭大、布來頓、水牛城、底特律、華盛頓特區、邁阿密、費城以及舊金山。